# Edentulia

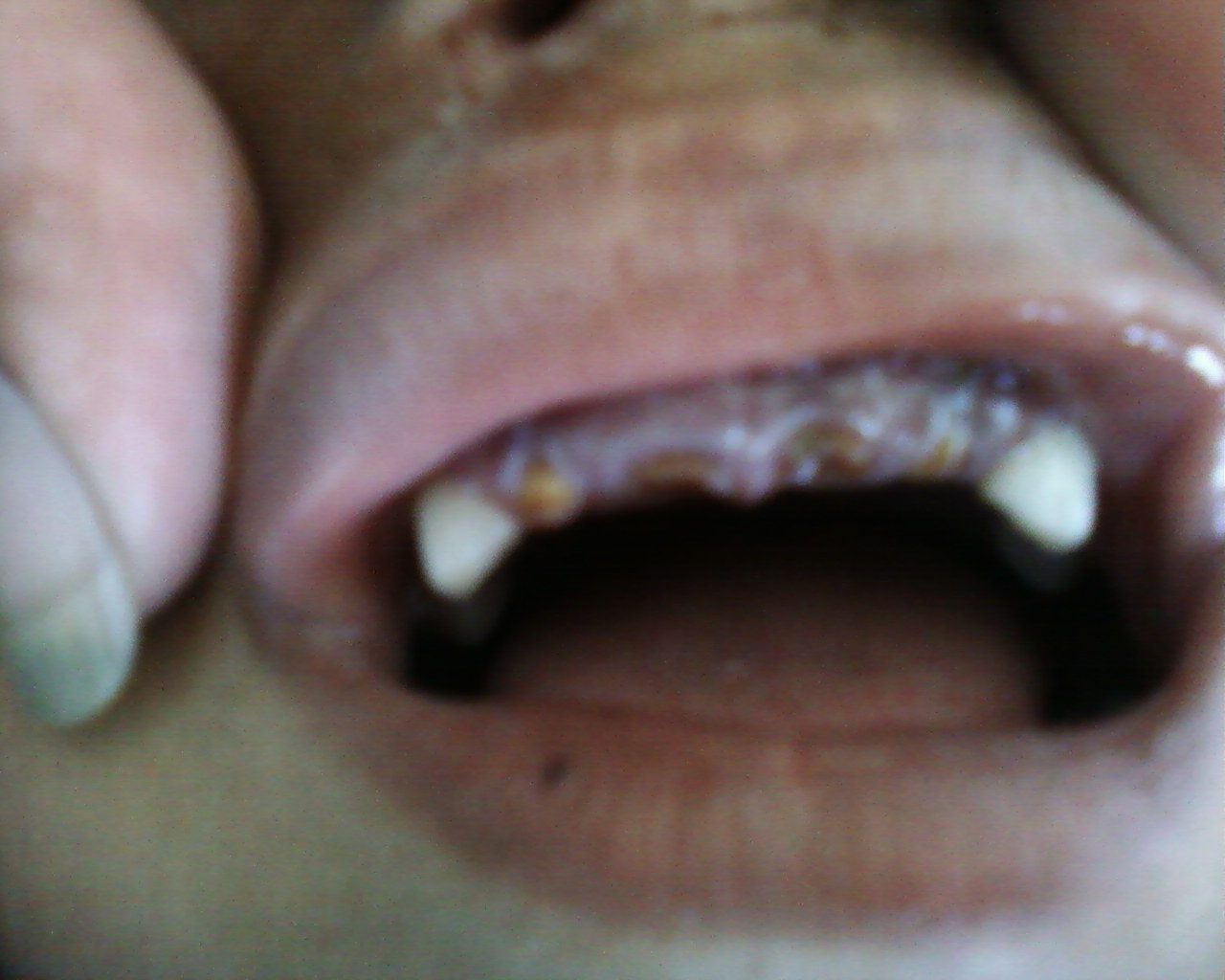
Esempio di edentulia parziale

Con edentulia o edentulismo si indica la condizione di un soggetto che ha subito una perdita parziale o totale degli elementi dentali e le cui conseguenze possono evolversi in cambiamenti estetici e funzionali. Le ragioni della comparsa dell'edentulia sono numerose ma in particolare si possono distinguere due cause: cause di natura endogena come ad esempio la predisposizione genetica e l'invecchiamento oppure cause di natura esogena come ad esempio traumi, carie dentaria, malattia parodontale che con il tempo portano alla perdita dei denti.
Statisticamente, l'edentulia è una condizione che si presenta maggiormente nel corso della terza età, tuttavia, non è escluso che possa manifestarsi anche in bambini e giovani. La causa scatenante in questi soggetti più giovani sta perlopiù nella scarsa igiene orale, in traumi di varia natura oppure malattie generiche predisponenti.
Nei soggetti più maturi invece, la comparsa di questa condizione può essere legata a una debole struttura dei denti o ad altre motivazione di tipo fisiologico. Inoltre il processo diventa più precoce con la presenza di determinate patologie infettive batteriche legate ai tessuti di supporto del dente come la malattia parodontale, oppure patologie sistemiche come il diabete.

## Problemi legati all'edentulia
Quando si parla di problemi legati alla caduta dei denti, non ci si riferisce solamente ai caratteri estetici e funzionali dell'individuo ma anche agli aspetti sociali e psicologici dovuti a questa condizione. Difatti, il concetto di salute coinvolge sempre tre prospettive:
1. sociale;
2. psicologica;
3. fisica.

Con l'evoluzione dell'edentulia i problemi più riscontrati dall'individuo possono essere:
1. inadeguatezza, ovvero, la limitazione nel sorridere e nel parlare in pubblico, anche a causa della pronuncia rovinata;
2. alterazioni anatomiche;
3. difficoltà nella masticazione e nella successiva digestione poiché il cibo non è stato particolarmente elaborato durante il suo passaggio attraverso il cavo orale;
4. cefalee dovute allo stress subito dalla perdita della condizione di riposo dei muscoli masticatori.

## Alterazioni strutturali anatomiche
Una volta che i denti sono stati perduti, i mascellari subiscono un'atrofia per il mancato utilizzo di queste strutture, con la precoce scomparsa del processo alveolare. Il rimodellamento scheletrico porta a un'importante modifica nella configurazione delle ossa residue nella zona della mandibola e del mascellare superiore. Se si confrontano le ampiezze dei mascellari superiori prima e dopo la caduta dei denti, si riscontrerà spesso un restringimento dell'arcata dentale. Nella regione molare il restringimento è spesso trascurabile, a differenza del restringimento nella regione canina, premolare e incisiva dove è molto più pronunciato. In soggetti che presentano un prognatismo molto pronunciato, l'accorciamento dell'arcata o una retrazione del rilievo nell'area degli incisivi e dei canini, sono particolarmente pronunciati e visibili. Questo accorciamento del raggio di curvatura dell'arcata dentale superiore è conseguente all'impianto obliquo dei denti sul processo alveolare il quale si trova anch'esso inclinato anteriormente e lateralmente. Per questo il raggio di curvatura della base alveolare, ovvero dell'osso che appartiene alla struttura mascellare sul quale si impiantano i processi alveolari, è minore rispetto a quello dell'arco costituito dalle creste alveolari o dai denti. L'obliquità del processo alveolare nella regione molare è leggera, ma nella maggior parte dei casi va ad aumentare anteriormente. Si può facilmente notare come la mandibola subisca un allargamento dell'arco residuo nella regione dei molari, mettendolo a confronto con l'ampiezza dell'arcata dentale prima che i denti vengano persi, questo è dovuto dall'inclinazione linguale dei molari della mandibola e dei loro processi alveolari. Se il processo alveolare presenta un'inclinazione posteriore è possibile che si presenti uno slargamento delle parti anteriori dell'arcata, ma è più probabile imbattersi in un accorciamento di queste stesse zone a causa di un'inclinazione anteriore dei processi alveolari. Quando siamo in presenza di casi clinici con una pronunciata inclinazione dei denti, la perdita di quest'ultimi può essere la causa di una considerevole incongruenza tra l'arcata inferiore slargata e quella superiore ridotta, questo è un caso molto complicato da correggere per chi debba occuparsi della riabilitazione protesica.
Ci sono anche altri casi nei quali l'atrofia del processo alveolare può modificare le dimensioni delle due arcate molto più uniformemente o comunque dove le modifiche non sono state troppo marcate.
Quando l'atrofia, causata dalla mancata funzione, interessa zone del corpo della mandibola e del mascellare, l'osso residuo ha la possibilità di formare rapporti con formazioni ossee che di norma sono molto lontane dal processo alveolare. Nelle parti dei mascellari la cresta ossea residua può avvicinarsi alla base della spina nasale anteriore, la quale sembra quasi rappresentare una proiezione anteriore della stessa cresta. Nella regione molare l'atrofia può arrivare fino all'estremità inferiore della cresta zigomaticoalveolare la quale sembra provenire da una vasta area che parte dalla cresta ossea del mascellare per poi incurvarsi quasi in maniera orizzontale verso l'esterno. Proprio dove inizia l'estremità posteriore, l'atrofia del mascellare può arrivare posteriormente fino all'uncino del processo pterigoideo che, si fa sporgente al di sotto del livello della cresta alveolare.
Il pavimento del seno mascellare può presentare sottigliezze e frequenti discontinuità in vari punti se ci troviamo in casi di atrofia estrema. Se l'atrofia del processo alveolare inferiore arriva fino alla zona superiore del corpo della mandibola, la cresta ossea cala fino al livello della protuberanza mentale in avanti e al livello delle spine mentali dietro alla lamina mentale. Si può quindi pensare che la stessa cresta alveolare si proietti in avanti similmente al manto osseo e verso la lingua come fa invece la spina mentale che di solito si trova bifida in questi casi. L'atrofia del processo alveolare inferiore può arrivare al livello della linea obliqua quando si propaga nella regione distale, nel punto in cui la linea obliqua decorre in avanti a partire dall'estremo anteriore del ramo della mandibola. Possiamo allora trovare questa cresta ossea molto prominente al livello della cresta alveolare, o addirittura al di sopra di essa. Così l'estremità posteriore della cresta alveolare continua nella zona inferiore della cresta temporale.
Quando ci troviamo di fronte a un'estrema atrofia da mancata funzione, l'estremità superiore dell'osso si avvicina progressivamente al canale mandibolare e al foro mentale, il quale può trovarsi subito sotto o in corrispondenza della cresta alveolare nella regione premolare. In alcuni casi la parete superiore del canale mandibolare può diventare molto sottile e discontinua in diversi punti.
Il margine distale della cresta alveolare superiore resta sempre molto demarcata nei confronti della mucosa molto lassamente attaccata ai piani profondi, dove si trova il tetto del palato molle. Ciononostante, l'incisura che era presente dietro al tubercolo alveolare, che è molto sporgente, e della papilla retromolare, perde via via di profondità fino quasi a scomparire in alcuni casi.
L'estremità distale dell'area gengivale della mandibola è anch'essa ben delineata. Posteriormente e al di sopra dei residui della papilla e del cuscinetto retromolari si vede sporgere la mucosa; questa sua piccola zona che sporge resta per lo più nella sua posizione iniziale, che è sul piano inclinato della cresta temporale, dato che l'atrofia dell'estremità distale del processo alveolare inferiore non va avanti ulteriormente verso il basso, ma si ferma in corrispondenza dell'estremità obliqua più bassa della fossa retromolare e della cresta temporale. Quindi è possibile utilizzare il cuscinetto retromolare come repere per ricostruire il piano occlusale, quest'ultimo si trova a 2–4 mm sopra la sua sporgenza.
Quando si è perso anche l'ultimo molare, la papilla retromolare forma un'estremità arrotondata e slargata del rivestimento della gengiva della cresta alveolare. Questa sporgenza, che viene spesso scambiata con il cuscinetto retromolare, viene anche chiamata area piriforme. Questa confusione tra le due strutture nasce nonostante siano facilmente distinguibili grazie alle differenze tra colore e consistenza: il cuscinetto retromolare è di colore rosso scuro ed è soffice, mentre la papilla retromolare e tutta l'area piriforme sono pallide e decisamente consistenti.
La cresta alveolare cala al di sotto del fondo del solco sottolinguale e le ghiandole sottolinguali possono addirittura sporgere sopra alla cresta alveolare se ci troviamo in casi estremi di atrofia mandibolare, soprattutto quando si contrae il muscolo miloioideo durante il processo di deglutizione.
Nei mascellari l'atrofia va avanti seguendo la direzione delle linee d'origine dei muscoli che si trovano alla base del processo alveolare o vicini a quella zona. Parlando del mascellare superiore questi muscoli sono, nella zona molare, il buccinatore e i muscoli nasale e incisivo superiore nella regione anteriore, invece quando prendiamo in esame la mandibola i muscoli che originano dalla base del processo alveolare sono il mentale, il buccinatore e l'incisivo inferiore.

## Terapie
Le terapie attuabili sul paziente edentulo sono di diverso tipo a seconda che esso abbia subito una perdita parziale o totale dei denti. Il trattamento consisterebbe nell'uso di una protesi mobile, nell'impianto di protesi fisse o entrambe (dipende dal caso).
Tra le protesi mobili troviamo le protesi scheletrate, composte da denti artificiali in resina supportati da strutture in metallo. Questo tipo di dispositivi sono preparati su impronta del paziente e devono la loro stabilità grazie alla buona aderenza alle zone gengivali e ai sistemi ritentivi (ganci) di cui sono dotati.
Un altro sistema, di natura fissa, per il trattamento di questa condizione, è applicazione chirurgica di impianti endoossei, costituiti di materiale biocompatibile (titanio), nelle zone interessate dall'edentulia. Gli impianti endoossei possono presentare varie caratteristiche e hanno la funzione di ancoraggio per la riabilitazione protesica.
Prima dell'inserimento implantare è necessario effettuare degli esami radiografici del paziente per valutare non solo la quantità di osso disponibile, ma anche la dimensione e posizione ideale dell'impianto. L'intervento di chirurgia implantare, nella stragrande maggioranza dei casi, avviene in anestesia locale.
Solitamente l'intervento di chirurgia implantare prevede un'incisione nella zona della cresta edentula, in modo da scoprire la zona di osso destinata all'inserimento dell'impianto.
Dopo aver inserito l'impianto nel sito preparato i lembi chirurgici vengono riposizionati e suturati. Le suture vengono generalmente rimosse 8/10 giorni dopo l'intervento.
I mesi successivi si assiste al processo di osteointegrazione dell'impianto. Infatti, la tecnica riabilitativa, attraverso l'inserimento degli impianti, si basa sulla stretta fusione tra tessuto osseo e l'impianto. Quando l'osteointegrazione sarà completa, l'odontoiatra scoprirà la testa dell'impianto e mediante l'acquisizione dell'impronta sarà in grado di fornire tutte le informazioni necessarie al professionista odontotecnico, che provvederà alla produzione delle componenti sovra-implantari, moncone di connessione implantare e corona protesica singola e/o ponte.
Grazie alle moderne ed efficienti tecniche implantari si è riusciti anche a ovviare al problema dei limiti anatomici del paziente. Una di queste è la tecnica di rigenerazione ossea, la quale sfrutta innesti di tessuto osseo omologo o eterologo. Gli impianti endoossei possono essere anche un punto di ancoraggio per protesi mobili.
Anche a fronte della presenza o meno della condizione edentula le regole per salvaguardare la salute orale e l'integrità degli elementi dentali sono:
1. Una corretta igiene orale;
2. Effettuare periodiche visite odontoiatriche;
3. Attenzione alla dieta;
4. Smettere di fumare.

## Altre patologie legate all'edentulia
Con lo sviluppo dell'edentulia e i cambiamenti morfologici a essa collegati, si riscontrano anche possibili patologie che possono determinare un'ulteriore suscettibilità del soggetto.
Un esempio può essere l'apnea ostruttiva del sonno, detta in inglese OSA (Obstructive Sleep Apnea). É dovuta al collasso delle mucose orali e faringee su loro stesse. Secondo alcuni studi, il rischio di apnea ostruttiva del sonno per ogni dente perso, aumenta del due per cento negli adulti dai 25 ai 65 anni.